# Susan Adams McKelvey
Susan Adams Delano McKelvey (geborene Susan Magoun Delano; * 13. März 1883 in Philadelphia; † 11. Juli 1964 in Boston) war eine US-amerikanische Botanikerin. Ihr offizielles botanisches Autorenkürzel lautet „McKelvey“. Sie war die Schwester des Architekten William Adams Delano (1874–1960) und eine Cousine des amerikanischen Präsidenten Franklin Delano Roosevelt.

## Leben und Wirken
Susan Adams Delano, wie sie selbst genannt werden wollte, war das fünfte Kind des Kaufmanns und Bankiers Eugene Delano und von Susan Magoun Adams Delano. Als Kind zog sie mit ihren Eltern nach New York City. Von 1906 bis 1907 ging sie auf das Bryn Mawr College. Am 8. Oktober 1907 heiratete sie den Anwalt Charles Wylie McKelvey (1878–1957) und zog mit ihm auf ein Grundstück in Oyster Bay auf Long Island. Gemeinsam hatten sie zwei Söhne, von denen einer 1916 starb. In ihrer Ehe kam es zu immer mehr Problemen. Um diesen zu entgehen, und um einen Neuanfang zu wagen, zog sie 1919 nach Boston. Ihre offizielle Scheidung fand erst 1930 statt.
Nach ihrer Ankunft in Boston sprach McKelvey bei Charles Sprague Sargent vor, da sie freiwillig am Arnold-Arboretum arbeiten wollte. Um ihre Entschlossenheit zu testen, schickte Sargent sie erst einmal Tontöpfe waschen. Unter der Anleitung von William Henry Judd (1888–1946) begann sie schließlich die im Arboretum wachsenden Pflanzen zu studieren und die Grundlagen der Botanik zu erlernen.
Mit John George Jack (1861–1949) nahm McKelvey von August bis September 1921 an ihrer ersten botanischen Sammelreise teil, die sie in den Glacier-Bay-Nationalpark führte. Im Juli des nächsten Jahres reiste sie mit ihm in das Gebiet der White Mountains in New Hampshire. Nach ihrer Rückkehr arbeitete sie das gesammelte Pflanzenmaterial auf und schickte im März 1923 eine Auswahl an Alice Eastwood (1859–1953) in Kalifornien, mit der sie später eine enge Freundschaft verband.
Auf Sargents Rat begann McKelvey sich intensiv mit der Gattung Syringa, dem Flieder, zu beschäftigen. Die 1928 erschienene Monografie über die Gattung war ihre erste umfangreiche botanische Veröffentlichung und ist dem kurz zuvor verstorbenen Charles Sprague Sargent gewidmet. 1931 wurde sie Forschungsassistentin am Arnold-Arboretum.
Im Oktober 1928 unternahm McKelvey gemeinsam mit Alice Eastwood ihre ersten Exkursionen in den Südwesten der Vereinigten Staaten. Bis 1936 folgten sieben weitere, bei denen sie die in den US-Bundesstaaten Arizona, Nevada, New Mexico, Utah, Colorado, Texas, Oklahoma und Kalifornien wachsenden Palmlilien (Yucca) und verwandte Gattungen untersuchte. Proben des gesammelten Pflanzenmaterials schickte sie an William Trelease und Nathaniel Lord Britton. 1937 arbeitete sie an ihrem Buch Yuccas of the South Western United States, dessen erster Band Mitte 1938 erschien. Das Manuskript zum zweiten Band stellte sie 1943 fertig. Die Veröffentlichung verzögerte sich jedoch bis 1947.
1944 begann sich McKelvey mit den botanischen Erkundungen des Gebietes westlich des Mississippi zu beschäftigen und veröffentlichte darüber 1956 ihr drittes und letztes Buch.
McKelvey starb 1964 im Alter von 81 Jahren und hinterließ ihre botanische Sammlung dem Arnold-Arboretum.

## Ehrungen
- Centennial Gold Medal der Massachusetts Horticultural Society
- Schaffer Medal der Pennsylvania Horticultural Society
- Emily Renwick Achievement Medal des Garden Club of America
- Sara Gildersleeve Fife Memorial Award  des New York Botanical Garden

## Bibliographie

### Werke
- The Lilac: A Monograph. MacMillan, New York 1928
- Yuccas of the South Western United States. 2 Bände, The Arnold Arboretum of Harvard University, Jamaica Plain, Mass. 1938 und 1947
- Botanical Exploration of the Trans-Mississippi West 1790–1850. Arnold Arboretum of Harvard University, Jamaica Plain, Mass. 1956

### Zeitschriftenbeiträge
- Syringa rugulosa, a new species from western China. In: Journal of the Arnold Arboretum. Band 6, Nr. 3, 1925, S. 153–154
- A new hybrid lilac. In: Horticulture. Band 5, Nr. 15, 1927, S. 302
- A white pine blister rust demonstration. In: Horticulture. Band 10, Nr. 18, 1932, S. 331
- Taxonomic and cytological relationships of Yucca and Agave. In: Journal of the Arnold Arboretum. Band 14, Nr. 1, 1933, S. 76–81 (mit Karl Sax)
- Arctomecon californicum. In: National Horticultural Magazine. Band 13, Nr. 4, 1934, S. 349–350
- A verification of the occurrence of Yucca Whipplei in Arizona. In: Journal of the Arnold Arboretum. Band 15, Nr. 4, 1934, S. 350–352
- Notes on Yucca. In: Journal of the Arnold Arboretum. Band 16, Nr. 2, 1935, S. 268–271
- The Arnold Arboretum. In: Harvard Alumni Bulletin. Band 38, Nr. 15, 1936, S. 464–472
- A new Agave from Arizona. In: Journal of the Arnold Arboretum. Band 30, Nr. 3, 1949, S. 227–230
- A discussion of the Pacific Railroad report as issued in the quarto edition. In: Journal of the Arnold Arboretum. Band 40, Nr. 1, 1959, S. 38–67